# Chasing Yesterday
Albums de Noel Gallagher's High Flying Birds
Noel Gallagher's High Flying Birds
(2011) Who Built the Moon?
(2017)
Chasing Yesterday est le deuxième album studio du groupe de rock anglais Noel Gallagher's High Flying Birds sorti le 25 février 2015.
Il se classe en tête des ventes au Royaume-Uni et en Irlande dès sa sortie.

## Liste des titres
Toutes les chansons sont écrites et composées par Noel Gallagher.
| No  | Titre                           | Durée |
| --- | ------------------------------- | ----- |
| 1.  | Riverman                        | 5:41  |
| 2.  | In the Heat of the Moment       | 3:29  |
| 3.  | The Girl with X-Ray Eyes        | 3:20  |
| 4.  | Lock All the Doors              | 3:41  |
| 5.  | The Dying of the Light          | 5:11  |
| 6.  | The Right Stuff                 | 5:27  |
| 7.  | While the Song Remains the Same | 4:16  |
| 8.  | The Mexican                     | 3:46  |
| 9.  | You Know We Can't Go Back       | 3:46  |
| 10. | Ballad of the Mighty I          | 5:16  |

Titres bonus de l'édition Deluxe
| No  | Titre                                      | Durée |
| --- | ------------------------------------------ | ----- |
| 11. | Do the Damage                              | 3:10  |
| 12. | Revolution Song                            | 3:32  |
| 13. | Freaky Teeth                               | 3:54  |
| 14. | In the Heat of the Moment (Toy Drum Remix) | 5:58  |

Titre supplémentaire de l'édition Deluxe japonaise
| No  | Titre                 | Durée |
| --- | --------------------- | ----- |
| 15. | Leave My Guitar Alone | 3:09  |

## Composition du groupe
- Noel Gallagher – chants, guitare électrique, guitare acoustique, basse, mellotron, piano, claviers, percussions
- Paul Stacey - guitare électrique, basse, mellotron, claviers
- Jeremy Stacey – batterie
- Mike Rowe – claviers

musiciens additionnels
- The Wired Strings - cordes
- Johnny Marr - guitare électrique (piste 10)
- Jim Hunt - saxophone, clarinette basse (pistes 1 et 6)
- Beccy Byrne – chœurs (pistes 1, 3, 5 et 7)
- Vula Malinga – chœurs (pistes 2 et 8)
- Joy Rose – chœurs (piste 6)
- Garry Cobain – chœurs (piste 8)
- Rosie Danvers – arrangements cordes (piste 10)

## Classements hebdomadaires
| Classement (2015)                  | Meilleure place |
| ---------------------------------- | --------------- |
| Allemagne (Media Control AG)       | 5               |
| Australie (ARIA)                   | 8               |
| Autriche (Ö3 Austria Top 40)       | 8               |
| Belgique (Flandre Ultratop)        | 5               |
| Belgique (Wallonie Ultratop)       | 18              |
| Canada (Canadian Albums Chart)     | 12              |
| Danemark (Tracklisten)             | 34              |
| Écosse (OCC)                       | 1               |
| Espagne (Promusicae)               | 19              |
| États-Unis (Billboard 200)         | 35              |
| Finlande (Suomen virallinen lista) | 35              |
| France (SNEP)                      | 15              |
| Irlande (IRMA)                     | 1               |
| Italie (FIMI)                      | 5               |
| Norvège (VG-lista)                 | 22              |
| Nouvelle-Zélande (RIANZ)           | 12              |
| Pays-Bas (Mega Album Top 100)      | 8               |
| Royaume-Uni (UK Albums Chart)      | 1               |
| Suède (Sverigetopplistan)          | 49              |
| Suisse (Schweizer Hitparade)       | 4               |

## Certifications
| Pays              | Certification | Unités certifiées |
| ----------------- | ------------- | ----------------- |
| Royaume-Uni (BPI) | Platine       | 300 000           |